# Garmin-Cervélo (Frauenteam)
Garmin-Cervélo war in den Jahren 2004 bis 2011 ein professionelles Radsportteam im Frauenradsport. Seit dem Jahr 2005 war es bei der Union Cycliste Internationale unter verschiedenen Namen als UCI Women’s Team registriert – zuletzt mit britischer Lizenz.

## Organisation
Im Jahr 2007 war das Team unter dem Namen Raleigh Lifeforce Creation und vorher als Univega Pro Cycling Team bekannt. Mit der Gründung des Männerteams Cervélo Test Team im Jahr 2009 übernahm auch das Frauenteam diesen Namen.
Nach der Fusion des Männerteams mit dem US-amerikanischen ProTeam Garmin-Transitions zum Team Garmin-Cervélo im Jahr 2011 wechselte das Team wiederum den Namen und wurde nunmehr von Slipstream Sports Inc. gemanagt.
Als Folge von Schwierigkeiten des Teambetreibers bei der Finanzierung des Männerteams wurde das Frauenteam mit Ablauf der Saison 2011 aufgelöst, und mit dem niederländischen Team AA Drink-leontien.nl fusioniert, zu welchem auch die Fahrerinnen Emma Pooley, Elizabeth Armitstead, Lucy Martin, Sharon Laws, Carla Ryan und Jessie Daams stießen. Dabei übernahm Slipstream Sports die Verwaltung des gemeinsamen Teams. Als weitere Folge dieser Kooperation fuhr AA Drink-leontien.nl im Jahr 2012 mit Cervélo-Rädern.

## Erfolge

### 2011 – Garmin-Cervélo
- Trofeo Alfredo Binda-Comune di Cittiglio – Emma Pooley
- Tour Cycliste Féminin International de l’Ardèche – Emma Pooley

### 2010 – Cervélo TestTeam
- La Flèche Wallonne – Emma Pooley
- GP Ciudad de Valladolid – Charlotte Becker
- Gesamtwertung Tour de l’Aude Cycliste Féminin – Emma Pooley
- Rad-Weltcup der Frauen 2010 Teamwertung

### 2009 Cervélo TestTeam
- Rad-Weltcup der Frauen 2009 – Teamwertung
- Berner-Rundfahrt (Frauen) – Kristin Armstrong
- Coupe du Monde Cycliste Féminine de Montréal – Emma Pooley
- Open de Suède Vårgårda TTT – (Mannschaftszeitfahren)
- Gesamtwertung Tour de l’Aude Cycliste Féminin – Claudia Häusler
- Gesamtwertung Giro d’Italia Femminile – Claudia Häusler
- Grand Prix de Plouay (Frauen) – Emma Pooley
- Rund um die Nürnberger Altstadt – Kirsten Wild

### 2008 – Cervélo – Lifeforce Pro Cycling Team
- Open de Suède Vårgårda TTT – (Mannschaftszeitfahren)
- Gesamtwertung Women’s Tour of New Zealand – Kristin Armstrong
- Gesamtwertung Cascade Cycling Classic – Kristin Armstrong

### 2007 – Raleigh Lifeforce Creation HB Pro Cycling Team
- Rad-Weltcup der Frauen 2007  Teamwertung
- Geelong World Cup – Nicole Cooke
- Ronde van Vlaanderen – Nicole Cooke

### 2004–2006 – Univega Pro Cycling Team
- Rad-Weltcup der Frauen 2006 – Einzel- und Teamwertung
- The Ladies Golden Hour (Mannschaftszeitfahren)
- La Flèche Wallonne – Nicole Cooke
- GP Castilla y Leon – Nicole Cooke